# Bacillus inermis
Bacillus inermis är en insektsart som först beskrevs av Carl Peter Thunberg 1815.  Bacillus inermis ingår i släktet Bacillus och familjen Bacillidae. Inga underarter finns listade.